# Pont d'Ayub
Le pont d'Ayub (en ourdou : ایوب پل , en sindhi : ايوب پل) est un pont en arc métallique qui franchit l'Indus entre les communes de Sukkur et Rohri dans la province pakistanaise du Sind. Construit du 26 décembre 1959 (la première pierre a été posée le 9 décembre 1960) jusqu'en mai 1962 et inauguré le 6 mai 1962, il possède la plus longue portée du Pakistan avec 246 mètres. Bien que distants d'un trentaine de mètres avec le pont Lansdowne, les deux ponts ne semblent faire qu'un vus de loin.
Il est nommé d'après le dirigeant militaire Muhammad Ayub Khan.